# Три боје: Плаво
Три боје: Плаво (фр. Trois couleurs: Bleu, пољ. Trzy kolory. Niebieski) је филм из 1993. године у режији пољског режисера Кшиштофа Кјешловског. Плаво је први од три филма који чине трилогију Три боје, која се бави идеалима француске револуције. Након Плаво уследили су Бело и Црвено. Према Кјешловском, тема филма је слобода, посебно емоционална слобода, а не њено друштвено или политичко значење.
Радња филма смештена је у Париз, а говори о жени чији су муж и дете погинули у саобраћајној несрећи. Изненада ослобођена породичних веза, она покушава да се одвоји од свега и живи у изолацији од својих ранијих веза, али открива да не може без људских веза.
Плаво је по објављивању добила позитивне критике и филм је освојио неколико признања, укључујући Златног лава и Волпи пехар за најбољу глумицу на Венецијанском филмском фестивалу, а уједно се убраја међу најбоље филмове Кјешловског.

## Улоге
- Жилијет Бинош као Џули де Курси (рођена Вињон)
- Беноа Режан као Оливије Бено
- Флоренс Пернел као Сандрин
- Шарлот Вери као Лусил
- Хелене Винцент као новинарка
- Пхилиппе Волтер као агент за некретнине
- Емануел Рива као мадам Вињон, Јулијина мајка
- Јан Трегуе као Антоине
- Жилии Делпи као Доминик
- Збигњев Замачовски као Карол Карол

## Продукција
Плаво је била међународна копродукција између француских компанија  CED Productions, Еуроимажа, France 3 Cinéma и MK2 Productions, швајцарске компаније CAB Productions и пољске компаније Studio Filmowe TOR.

## Пријем
Три боје: Плаво је добила широко признање филмских критичара. На порталу Rotten Tomatoes, филм има оцену одобравања од 98% на основу 46 рецензија, са просечном оценом 8,5/10. Критички консензус веб-сајта гласи: „Три боје: Плаво садржи неке од визуелно најзанимљивијих, емоционално најрезонантнијих дела редитеља/косценариста Кјешловског—и може се похвалити изванредним наступом Бинош. На порталу Метакритик, другом агрегатору рецензија, филм има просечну оцену од 85 од 100, што указује на „универзално признање“.

## Награде и признања
- Венецијански филмски фестивал, 1993: Златни лав, Волпи пехар за најбољу глумицу (Жулијет Бинош), најбољу камеру (Славомир Издијак) [8]
- Награда Цезар, 1993: најбоља глумица (Жилијет Бинош), најбољи звук, најбоља филмска монтажа
- Златни глобус: најбоља глумица - драма (Жилијет Бинош, номинована)
- Златни глобус: најбољи филм на страном језику (номинован)
- Гоја Награда: најбољи европски филм
- Гулдбагге награде : најбољи страни филм (номинован) [9]
- Филмски фестивал у Чикагу, 1993. - Специјална награда жирија [10]
- Награде Удружења филмских критичара Лос Анђелеса, 1993. - најбољи филм на страном језику (друго место)

Године 2007. филм је рангиран као 29. према анкети читалаца Гардијана на листи „40 највећих страних филмова свих времена“. Филм је заузео 64. место на Би-Би-Сијевој листи 100 најбољих филмова на страном језику за 2018.